# Базальтівський заказник

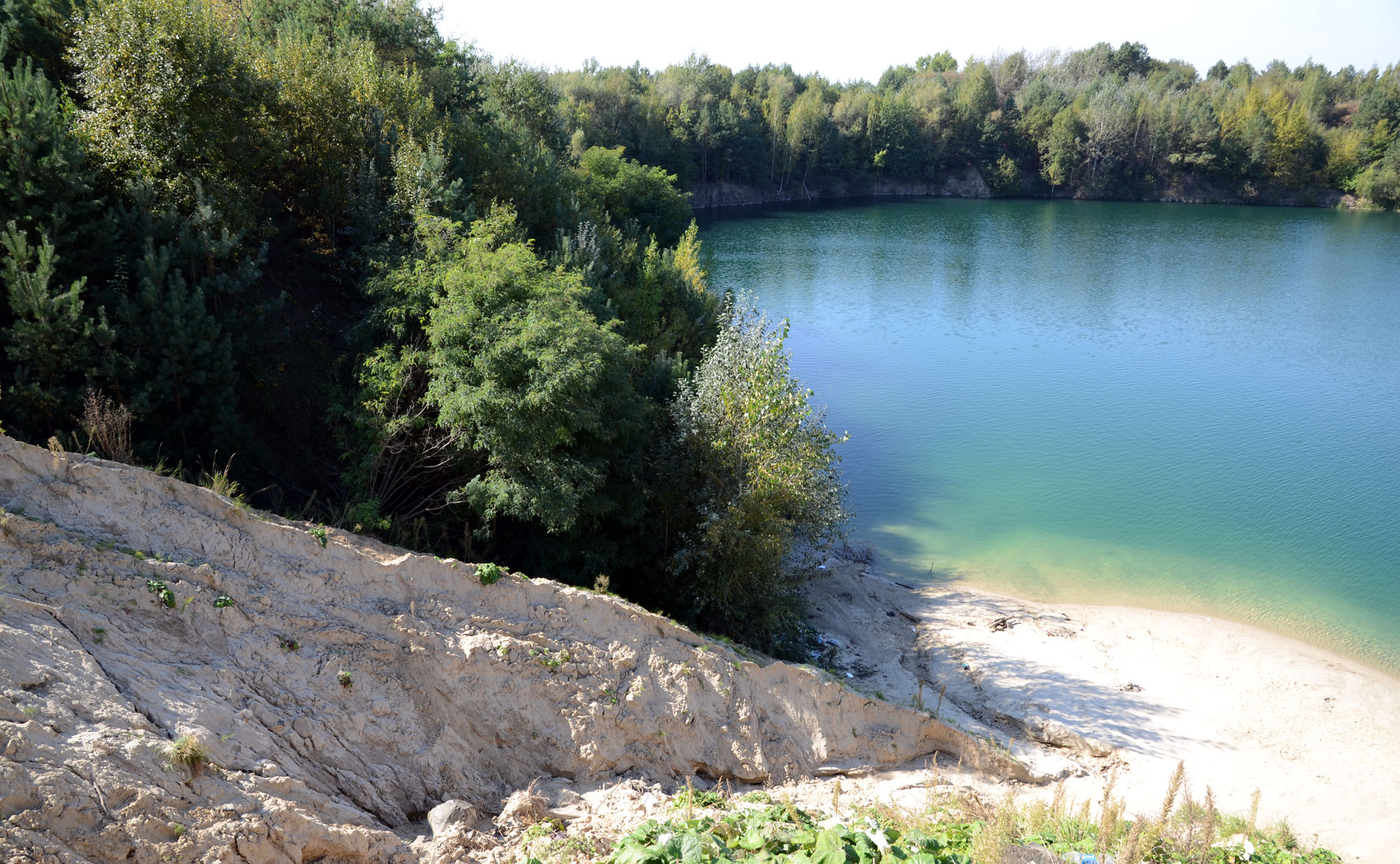
Ліси навколо озера

База́льтівський зака́зник — лісовий заказник місцевого значення в Україні. Розташований у межах Костопільського району Рівненської області, на південний захід від села Трубиці. 
Площа 38 га. Статус надано 1979 року. Перебуває у віданні ДП «Костопільський лісгосп» (Базальтівське л-во, кв. 19, вид. 5, 7). 
Заказник створено з метою збереження частини лісового масиву з дубово-грабовими насадженнями. Перший ярус лісу утворює дуб, другий — граб, береза, сосна. Насадження дуба звичайного 1983 року зарахувані до лісових генетичних резерватів, які є насіннєвою базою цієї породи в Рівненській області.